# Episodi di Padre Brown (settima stagione)
La settima stagione della serie televisiva Padre Brown è stata trasmessa sul canale britannico BBC One dal 7 al 18 gennaio 2019.
In Italia, la stagione è andata in onda dal 15 febbraio al 15 marzo 2019 su Paramount Channel.
| nº | Titolo originale            | Titolo italiano             | Prima TV Regno Unito | Prima TV Italia  |
| -- | --------------------------- | --------------------------- | -------------------- | ---------------- |
| 1  | The Great Train Robbery     | La grande rapina al treno   | 7 gennaio 2019       | 15 febbraio 2019 |
| 2  | The Passing Bell            | Campana a morto             | 8 gennaio 2019       | 15 febbraio 2019 |
| 3  | The Whistle in the Dark     | Il fischio nel buio         | 9 gennaio 2019       | 22 febbraio 2019 |
| 4  | The Demise of the Debutante | La caduta della debuttante  | 10 gennaio 2019      | 22 febbraio 2019 |
| 5  | The Darkest Noon            | Il gelido tocco della morte | 11 gennaio 2019      | 1º marzo 2019    |
| 6  | The Sacrifice of Tantalus   | Caccia all'uomo             | 14 gennaio 2019      | 1º marzo 2019    |
| 7  | The House of God            | Sogno d'amore               | 15 gennaio 2019      | 8 marzo 2019     |
| 8  | The Blood of the Anarchists | Il sangue degli anarchici   | 16 gennaio 2019      | 8 marzo 2019     |
| 9  | The Skylark Scandal         | Gita con il morto           | 17 gennaio 2019      | 15 marzo 2019    |
| 10 | The Honourable Thief        | Il ladro gentiluomo         | 18 gennaio 2019      | 15 marzo 2019    |